# Eastwest Airlines
Eastwest Airlines (eigentlich EASTWEST AIRLINES GmbH, auch Eastwest Business Airlines) war eine deutsche Fluggesellschaft mit Sitz in Erfurt.

## Geschichte und Flugziele
Die Gründung der Eastwest Airlines erfolgte im August 1993. Das Unternehmen setzte – nach Erhalt des Flugzeuges am 10. Mai 1994 – als erste deutsche Fluggesellschaft eine Dornier 328 ein und verband damit die Flughäfen Erfurt und München. Darüber hinaus flog man von Frankfurt täglich und von Berlin-Tempelhof wöchentlich nach Sylt. So konnte man in den ersten vier Monaten nach der Betriebsaufnahme rund 5.000 Passagiere zählen; 25 Angestellte waren für die Eastwest Airlines im Einsatz.
Ab 9. Januar 1995 flog man fünfmal wöchentlich zwischen Berlin und Rotterdam, wollte man mit dieser Strecke doch Geschäftsreisende ansprechen. Wenig später bediente man auch Florenz, wenngleich der Flugbetrieb hinter den wirtschaftlichen Erwartungen zurückblieb und man sich gezwungen sah, diesen zum 2. Juni 1995 gänzlich einzustellen. Die Suche nach einem neuen Investor verlief erfolglos und so wurde die Gesellschaft aufgrund ihrer Schulden schließlich zwangsvollstreckt.

## Flotte
Zur Flotte der Eastwest Airlines gehörte in der Zeit ihres Bestehens eine Dornier 328-100 mit dem Luftfahrzeugkennzeichen D-CATS und der Werknummer 3009.